# 遗落的南境系列
《遗落的南境》系列（Southern Reach Series）是美国作家杰夫·范德米尔创作的系列小说，最初于2014年出版，包括《湮灭》（Annihilation）、《当权者》（Authority）、《接纳》（Acceptance）和《赦免》（Absolution）。该系列得名于情节核心的秘密机构。2013年，派拉蒙影业购买了该系列的影视改编权。

## "X区域"
在该系列中，“南境”是一个秘密机构，负责管理进入一个名为“X区域”（Area X）的探险活动。X区域是一个无人居住、被遗弃的沿海地带，位于一个未具名的国家，大自然正逐渐将其重新占领。它是《湮灭》的主要背景设定。

## 创作影响
范德米尔曾表示，X区域的主要灵感来自于他在圣马克斯国家野生动物保护区的一次徒步旅行。然而，他也提到梦境启发了《湮灭》中高塔文字等元素。此外，范德米尔还列举了一些对《南境》系列产生影响的书籍，例如米歇尔·贝尔纳诺斯的《山的另一边》（The Other Side of the Mountain）。

## 发行策略
最初的三部曲在八个月内快速连续发行，这被称为一种创新的“奈飞式策略”。这一策略帮助该系列的第二部和第三部登上了《纽约时报》畅销书榜，并确立了范德米尔作为“十年来最具前瞻性的作家之一”的地位。

## 评价
该系列获得了评论家的积极评价。《Slate》称最初的三部曲是“最不妥协——却也最有价值的类型小说系列之一”，而作家斯蒂芬·金则称其“令人毛骨悚然且引人入胜”。《纽约时报》在评论第三本书《接纳》时写道：“范德米尔创造了一个身临其境且精彩纷呈的世界”，并称整个三部曲是“纯粹的阅读乐趣”。 《湮灭》赢得了星云奖和雪莉·杰克逊最佳长篇小说奖。最初的三部曲还入围了2015年世界奇幻奖以及2016年库尔德-拉西维茨奖。